# Syritta maritima
Syritta maritima är en tvåvingeart som beskrevs av Hull 1944. Syritta maritima ingår i släktet kompostblomflugor, och familjen blomflugor. Inga underarter finns listade i Catalogue of Life.